# Selección juvenil de rugby de Bermudas
La selección juvenil de rugby de Bermudas es el equipo nacional de rugby regulada por la Bermuda Rugby Football Union.

## Reseña histórica
Desde el 2009, participa anualmente del torneo juvenil organizado por el Ente regional de América del Norte y el Caribe, la categoría del certamen es M19.

## Palmarés
- RAN M19 (1): 2010[2]

## Participación en copas

### Campeonato MundialM20
- No ha clasificado

### Trofeo MundialM20
- No ha clasificado

### RAN M19
- Nawira M19 2006: No participó
- Nawira M19 2007: No participó
- Nawira M19 2008: No participó
- Nawira M19 2009: Ganador Bowl
- NACRA M19 2010: Campeón
- NACRA M19 2011: 3° puesto
- NACRA M19 2012: 4° puesto
- NACRA M19 2013: 6° puesto (último)
- NACRA M19 2014: No participó
- NACRA M19 2015: 8° puesto (último)
- RAN M19 2016: 5° puesto
- RAN M19 2017: 4° puesto
- RAN M19 2018: No participó
- RAN M19 2019: 4° puesto
- RAN M19 2022: 4° puesto